# تخریب باربیه–وایلند
تخریب باربیه–وایلند(به انگلیسی: Barbier–Wieland degradation) روشی برای کوتاه کردن زنجیره کربن یک کربوکسیلیک اسید است. این روش تنها زمانی عملی است که کربن مجاور گروه کربوکسیل، یک پل متیلن ساده باشد (یک کربن آلیفاتیک بدون هیچ استخلافی). توالی واکنش شامل تبدیل کربوکسیل و کربن آلفا به یک آلکن است. پس از آن با شکسته شدن پیوند به وسیله اکسایش، کربن آلفای قبلی خود به کربوکسیل تبدیل می‌شود.

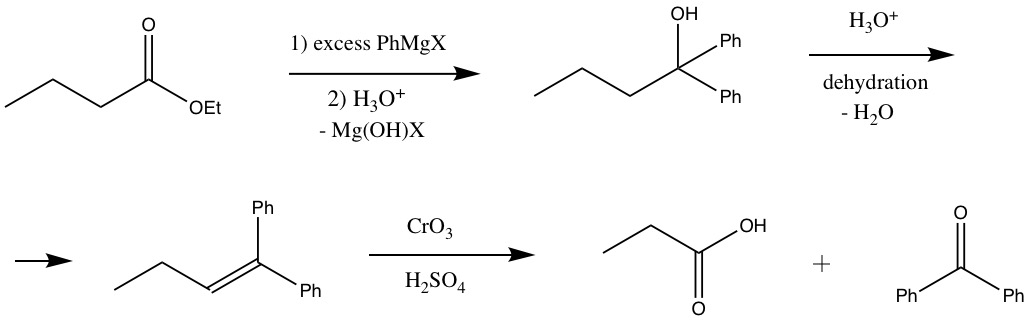
روش باربیه–وایلند: تبدیل بوتانوئیک اسید به پروپانوئیک اسید